# Bollack, Netter et Cie
Pour les articles homonymes, voir BNC, Bollack et Netter.

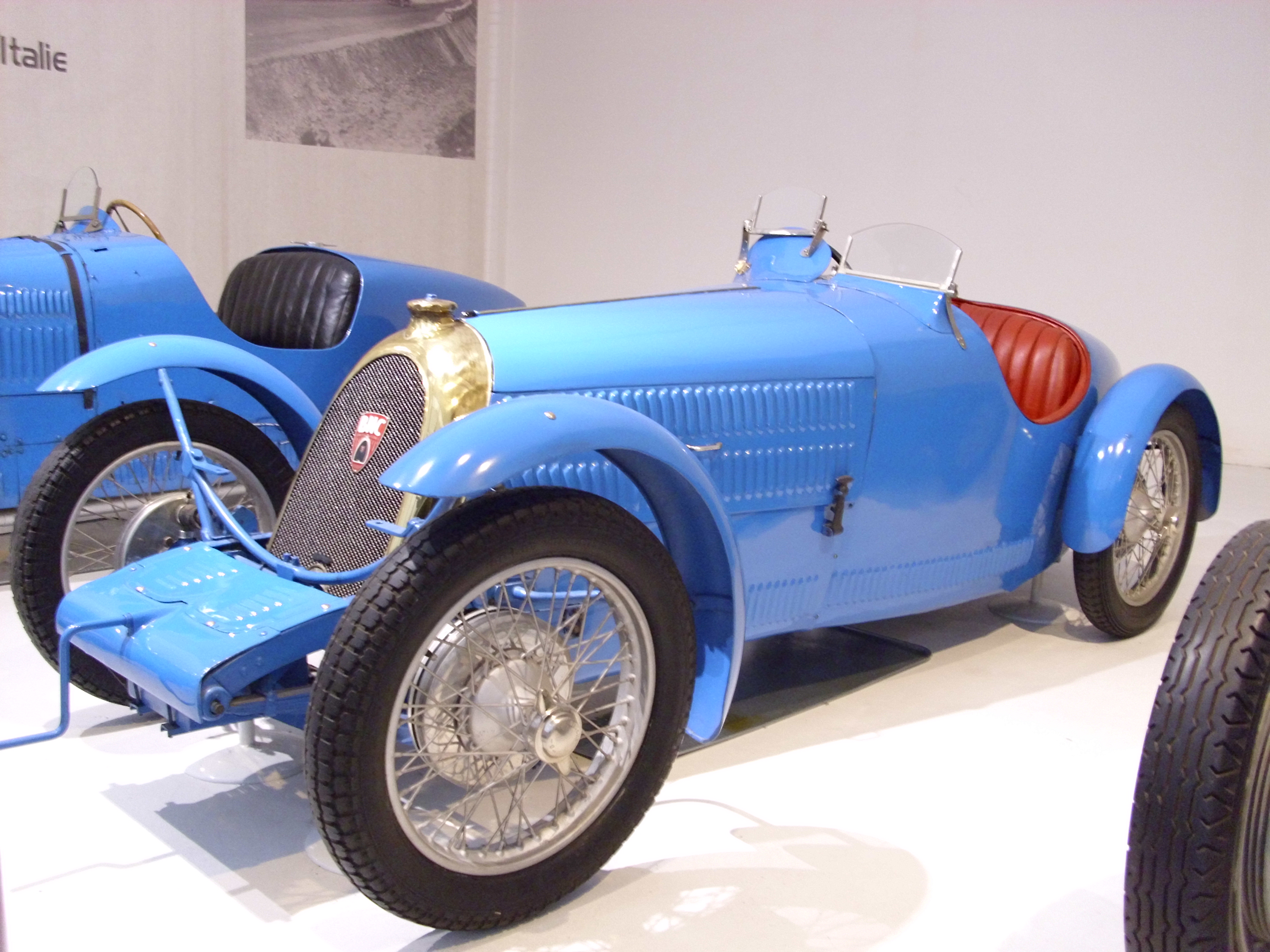
B.N.C. de 1926 à la Cité de l'automobile.

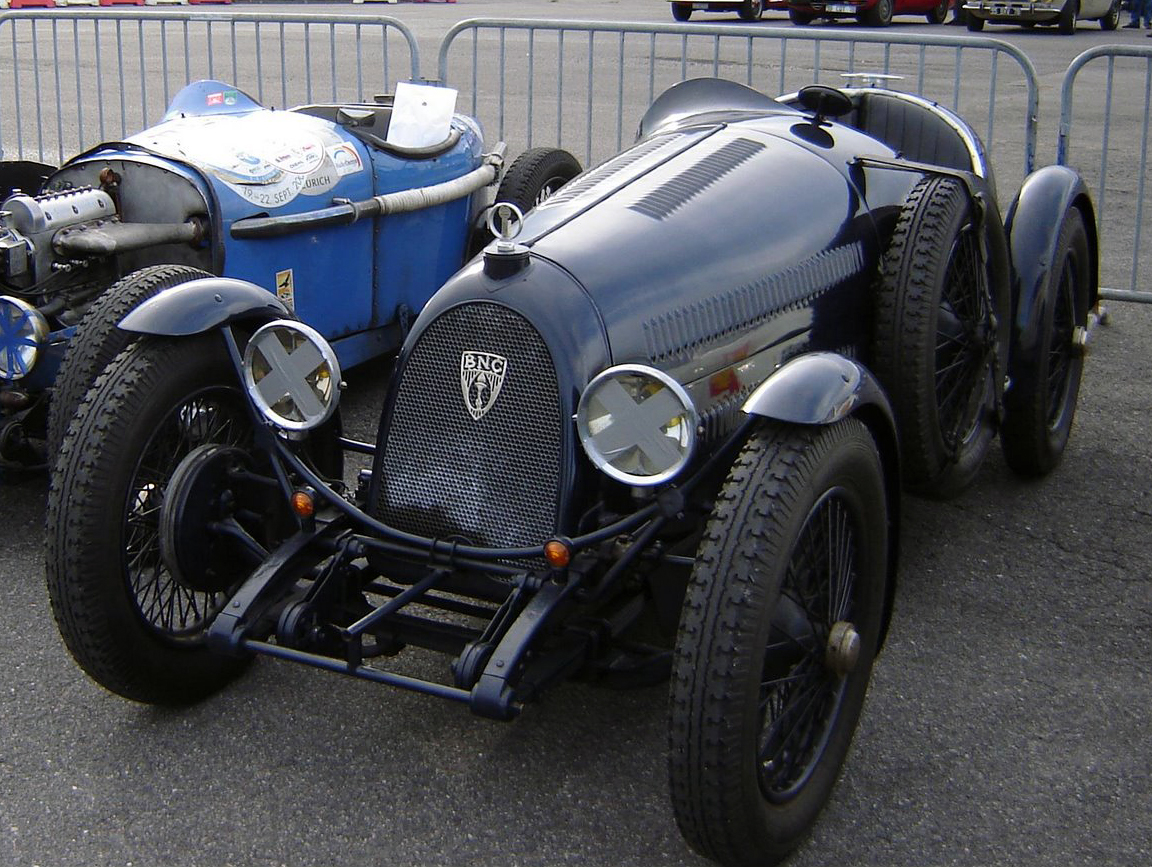
B.N.C. 527 de 1927.

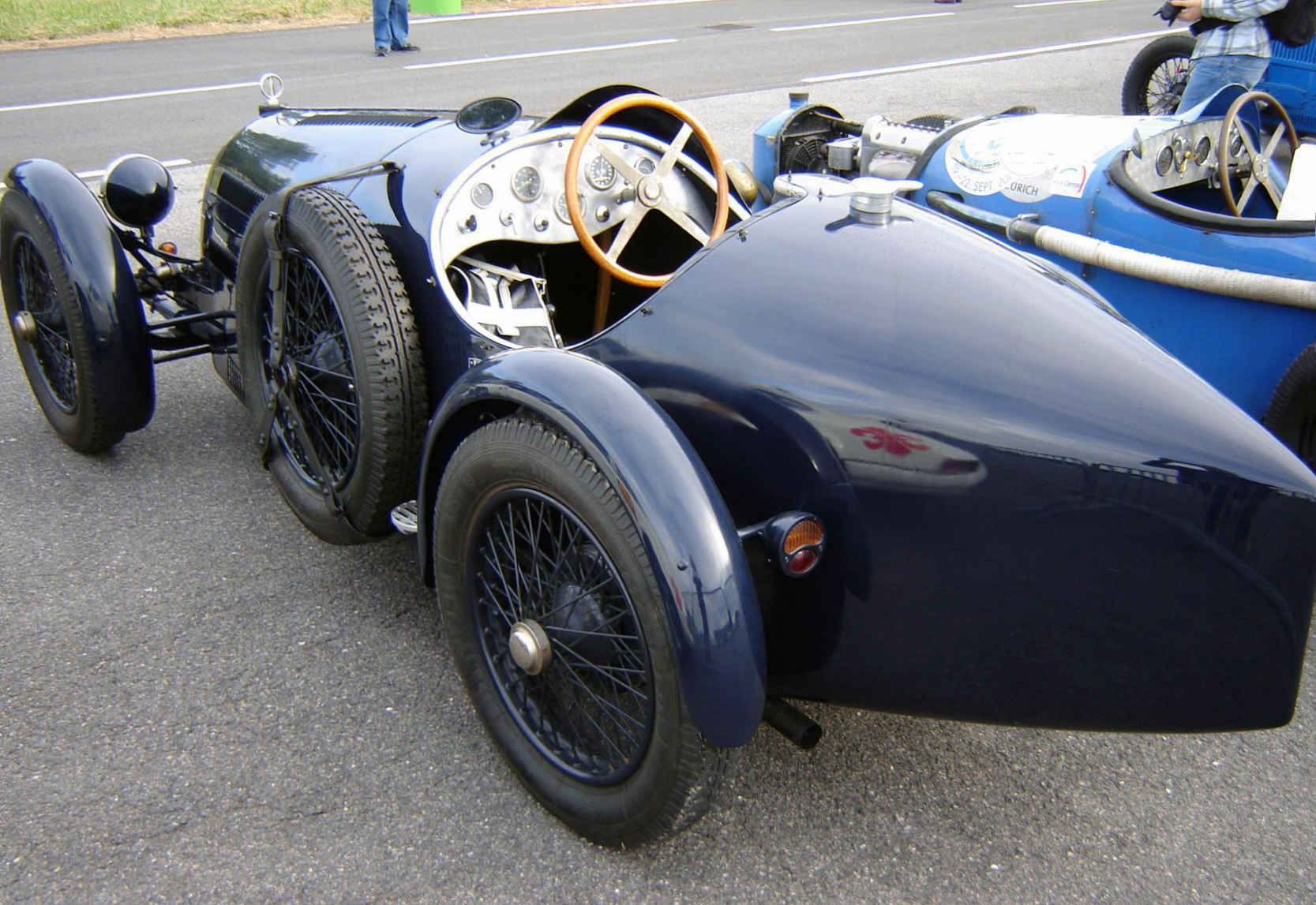
Une rare B.N.C. 527 de 1927.

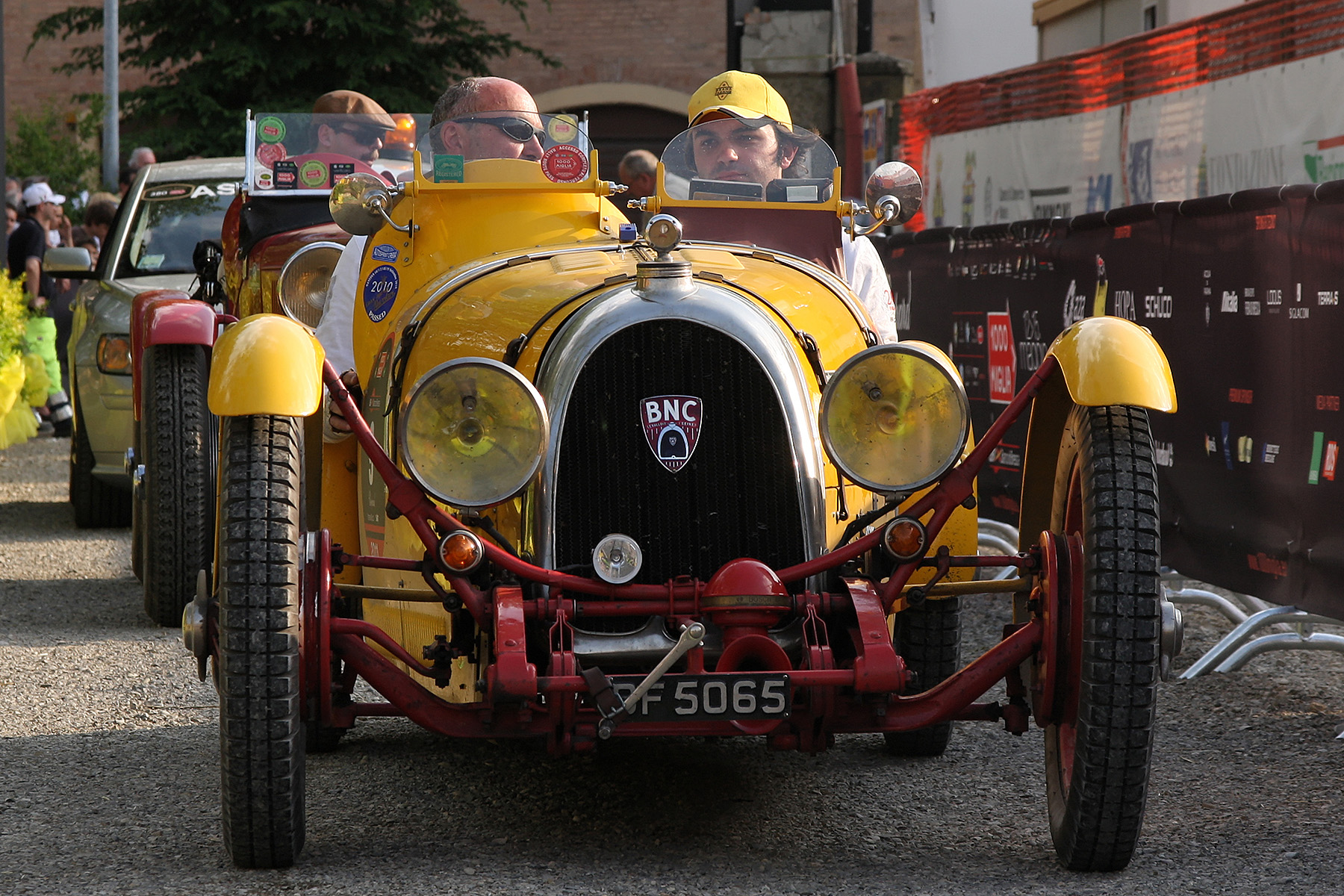
B.N.C. 527 Monza de 1927.

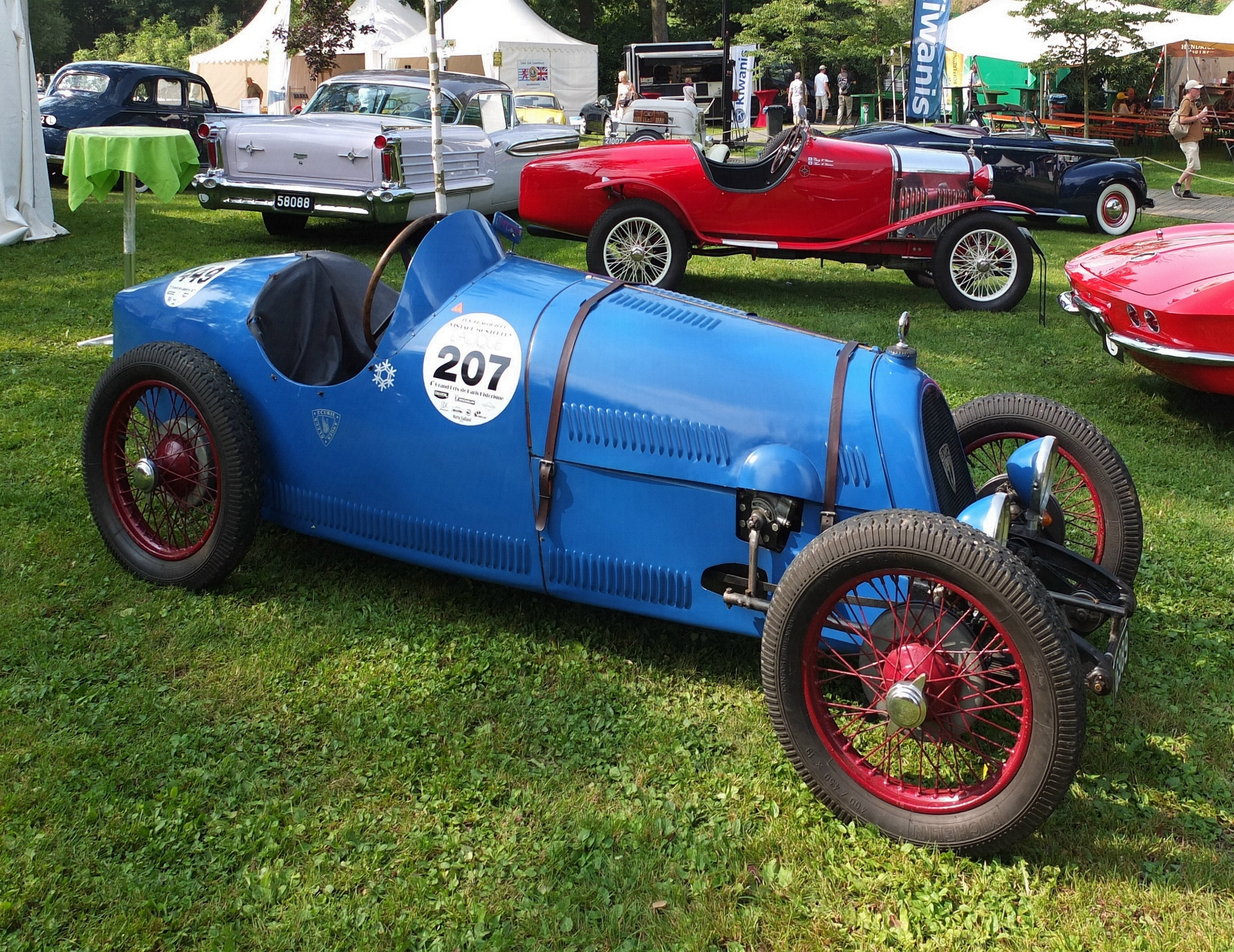
B.N.C. racecar "527 Monza" (1928)

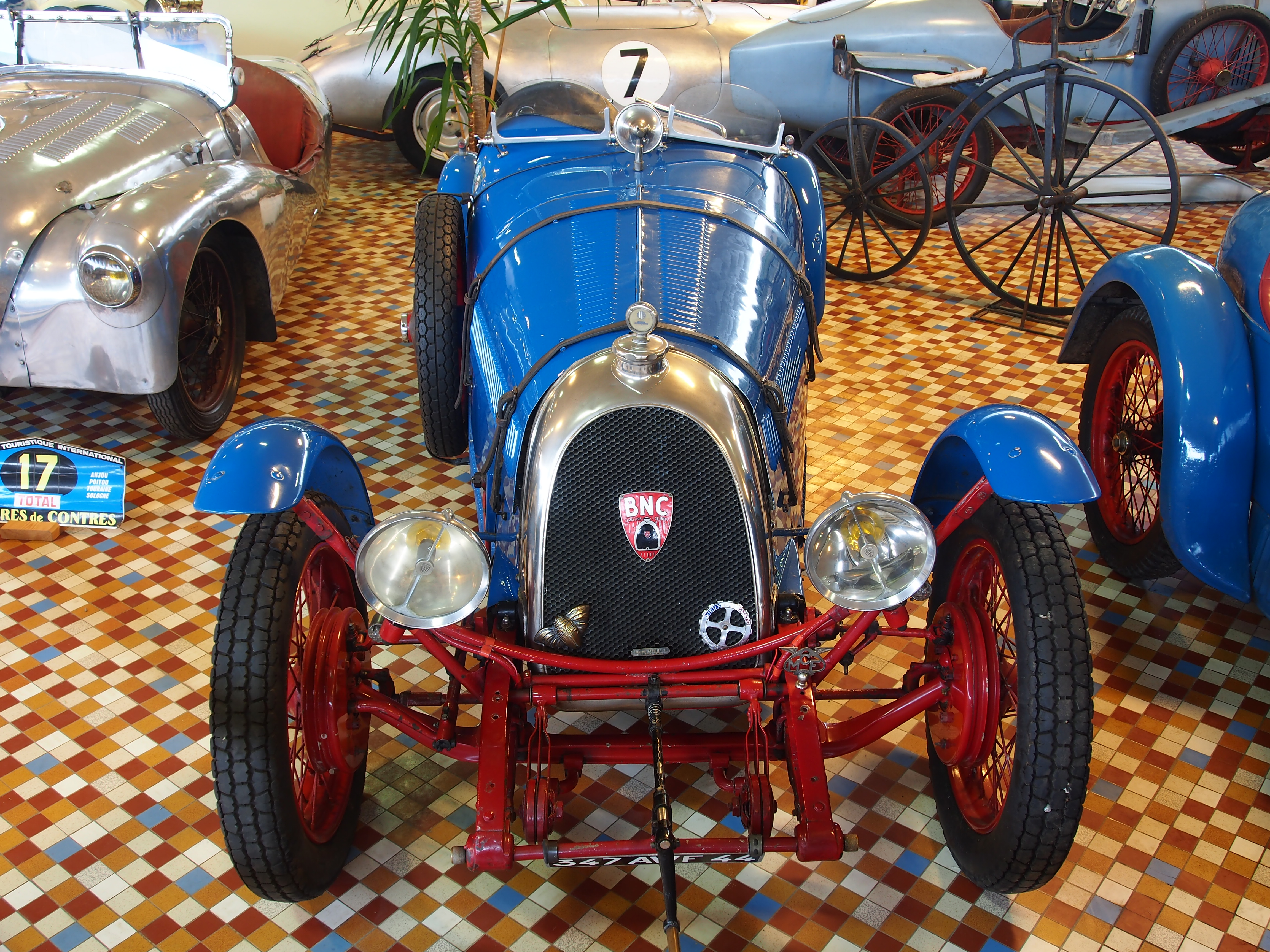
B.N.C. 527 Monza de 1928 (Musée automobile de Vendée).

Bollack Netter et compagnie (B.N.C) est un constructeur automobile français fondé en 1923, par Lucien Bollack (1892-1969) et René Netter. L'entreprise a fermé en 1931.

## Historique
Le siège de l'entreprise est au 86-90 rue des Frères-Herbert (actuellement rue Édouard-Vaillant) à Levallois-Perret.
Les premières courses de voitures légères de la marque ont lieu dès 1923, pour la deuxième édition du Bol d'or automobile.
Lombard est partiellement repris par B.N.C. en 1929.

## Palmarès sportif
- Grand Prix de Picardie 1925, avec Boris Ivanowski sur BNC cyclecar à motorisation SCAP
- Grand Prix de Comminges 1 100 cm3 1925, avec Boris Ivanowski sur BNC cyclecar à motorisation SCAP
- Course de côte du Col de Peyresourde 1925 à Bagnères-de-Luchon (Henri Billiet sur BNC 527 1,1 l)[2]
- Bol d'or automobile 1927, avec Violette Morris (deuxième Lefevre)
- Course de côte Les Dunes 1928 près de Poitiers (Pichon sur BNC Sport 1,1 l)[3]
- Victoire de classe aux 24 Heures de Spa 1930 avec Michel Doré et Treunet (en 1,1 l)
- Rallye des Dolomites 1934 en catégorie Tourisme, avec Violette Morris
  - 2e des 24 Heures de Paris 1927 (Michel Doré et Pousse)
  - 2e du Grand Prix cyclecars du M.C. Marseille 1925 à Miramas (Boris Ivanowski, avec motorisation SCAP)
  - 2e du Bol d'or 1930 (Manuel Sirejols)
  - 2e du Grand Prix du Comminges 1 100 cm3 1931 (Auguste Rongieras, 4e Charles Charrier)
  - 3e du Grand Prix de l'ACF Cyclecars 1926 à Miramas (avec « Gubernatis »)
  - 3e du Circuit des Gattières 1926 (de Joncy)
  - 3e du Gran Premio del Vetturette 1926 (de Joncy)
  - 3e des 4 Heures de Bourgogne 1927 (Lobre, avec un moteur SCAP)
  - 3e du Bol d'or 1928 (Violette Morris)
  - 3e du Grand Prix de Bordeaux de Cyclecars 1929 (Auguste Rongieras)
  - 3e du Bol d'or 1932 (Mehais)
  - 3e du Grand Prix de Picardie 1 100 cm3 1932 (Jean Treunet)
  - 3e des 8 Heures de Montlhéry 1934 (Manuel)
  - 4e de la Course de l'Autodrome Cyclecars 1924 (Dufour)[4]
  - 4e du Bol d'or 1926 (Bollack)
  - 4e du Grand Prix de Provence 1927 (Antoine Massias)
  - 4e du Circuit du Dauphiné 1 100 cm3 1931 (Girard, sur 527 Ruby)
  - 4e de la Coppa Acerbo Junior 1 100 cm3 (Luigi Platé)
  - 5e du Grand Prix de la Baule 1927 (Valentini)
  - 5e du Grand Prix de Lyon 1929 (Lobre)
  - 6e du Prix de la Ville de Reims 1929 (Violette Morris, sur la 527 moteur SCAP)
  - 6e du Grand Prix du Comminges 1 100 cm3 1932 (Auguste Rongieras)
  - 8 participations aux 24 Heures du Mans de 1928 à 1935 (meilleur résultat Adrien et Albert Alin onzièmes en 1933)
  - 7 participations aux 24 Heures de Spa de 1928 à 1934 (meilleur résultat Doré et Treunet huitièmes en 1932, après avoir été neuvièmes en 1930)

(Nota bene : Max Fourny fit aussi partie des pilotes notables de cette marque)
(Après le second conflit mondial, celle-ci réapparait encore pour quelques courses, gagnant ainsi à Langhorne avec George Caswell, aux États-Unis en 1948.)

### Liens externes

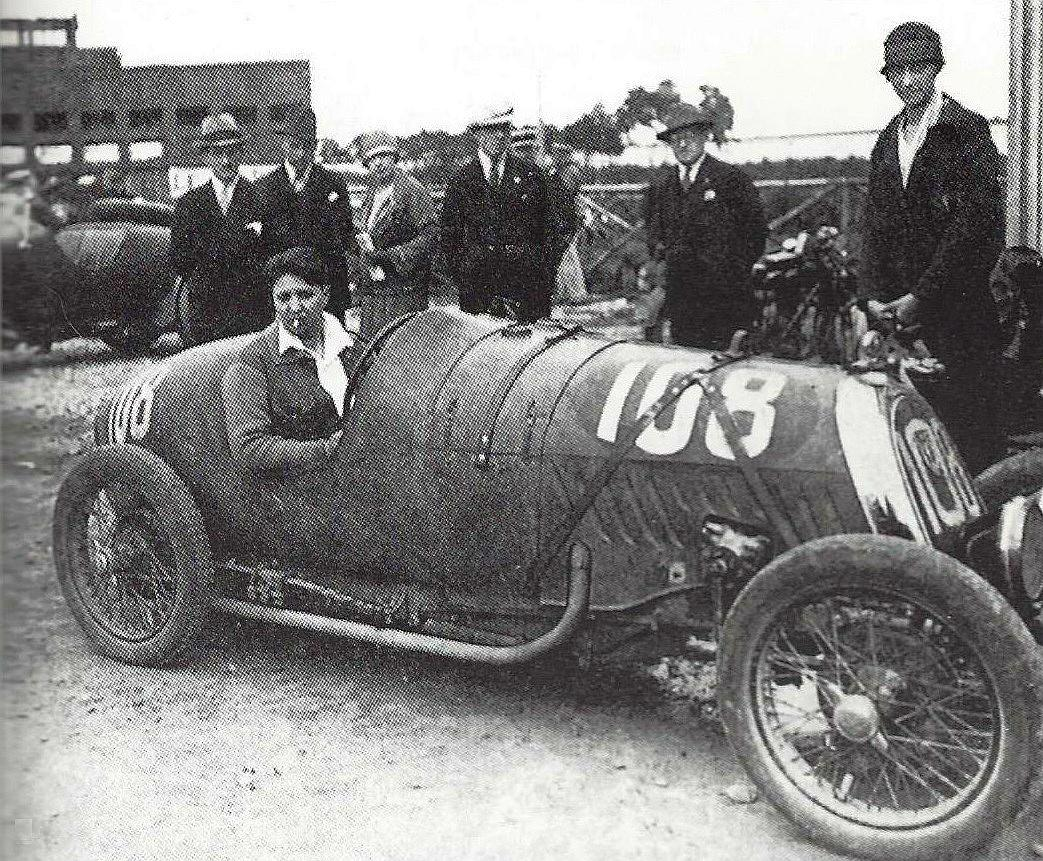
Violette Morris sur B.N.C., à Montlhéry en 1927, après son succès au Bol d'or la même année avec la marque.

## Modèles de course les plus connus
- B.N.C. Super Sport
- B.N.C. FCD
- B.N.C. 527